# منتخب البرتغال لكرة اليد للسيدات
منتخب البرتغال لكرة اليد للسيدات هو الممثل الرسمي لدولة البرتغال في رياضة كرة اليد. نافس في بطولة أوروبا لكرة اليد للسيدات سنة 2008 وأحرز المركز السادس عشر.